# Zew Morza (jacht)
Zew Morza – gaflowy szkuner szkolny. Jacht flagowy PZŻ w latach 1968–1978. Ostatnim właścicielem jednostki był Polski Związek Żeglarski.

## Historia i rejsy
Kadłub zbudowany w 1943 w stoczni w Dziwnowie (wówczas na terenie Niemiec), porzucony w 1945 roku. Odbudowany, podobnie jak bliźniaczy Janek Krasicki, na bazie niewykończonego kadłuba szkolnej jednostki Marine – Hitlerjugend. Wykończony i ponownie wodowany w 1949 w Stoczni Północnej w Gdańsku. Plany wykończenia uzupełnili Wojciech Orszulok i Zdzisław Michalski.
W 1949 Zew Morza został przejęty przez Państwowe Centrum Wychowania Morskiego. Po likwidacji PCWM, w 1951 na krótko trafił do Szkoły Morskiej w Szczecinie, a później w 1953 do Przedsiębiorstwo Połowów i Usług Rybackich w Gdyni. W lipcu 1956 roku armatorem jednostki została sekcja żeglarska Rybackiego Klubu Sportowego Arka z Gdyni. 20 czerwca 1957 r. Zew Morza pod dowództwem kpt. Włodzimierza Jacewicza lub kpt. Józefa Lesiaka wyruszył do Narviku. Trasa rejsu wiodła przez porty Kopenhaga, Göteborg, Oslo, Bergen, Toryhatm i z powrotem (ok. 4500 Mm). W 1962 jacht został przekazany nieodpłatnie Zasadniczej Szkole Rybołówstwa Morskiego w Świnoujściu. 4 stycznia 1964 został oddany pod opiekę żeglarzom z Jacht Klubu Cztery Wiatry w Świnoujściu oraz Przedsiębiorstwu Połowów i Usług Rybackich Odra. Po decyzjach ówczesnego resortu żeglugi, w 1966 roku trafił do Wojewódzkiego Ośrodka Sportu, Turystyki i Wypoczynku w Szczecinie, który w tamtym czasie prowadził Ośrodek Żeglarski w Trzebieży. Zew Morza stał się flagową jednostką początkowo Ośrodka w Trzebieży, a następnie po jego przejęciu przez PZŻ, całego Związku Żeglarskiego. Od wiosny 1967 na wiele lat z Zewem Morza zawodowo związali się kpt. Zdzisław Michalski, jego zastępca Wojciech Michalski i bosman Jerzy Kisielewski. W 1969 jednostka trafiła na generalny remont do Stoczni Remontowej Gryfia w Szczecinie. Prace modernizacyjne trwały tam do roku 1972. W 1973 Zew odbył rejs gwarancyjny do Anglii, Francji oraz Holandii.
W latach 1973–1974 Zew Morza pod dowództwem kpt. Zdzisława Michalskiego opłynął świat. Początek rejsu miał miejsce 8 listopada 1973 przy Wałach Chrobrego w Szczecinie. Trasa wiodła ze wschodu na zachód m.in. przez Holandię, Maroko (Casablanka), Panamę, Polinezję Francuską, Nową Zelandię, Australię, RPA (Kapsztad) i drogą wokół Afryki. Koniec rejsu miał miejsce 30 lipca 1974 roku w Szczecinie.
W 1976 (od 20 kwietnia do 5 października) pod tym samym dowództwem Zew Morza wyruszył przez Atlantyk do USA na Operation Sail, zawinął tam m.in. do Nowego Jorku i kilku innych portów wschodniego wybrzeża. Pod koniec 1978 roku jacht z kapitanem Bogdanem Dacko (którego później zmienił kpt. Janusz Zbierajewski) wyruszył na Karaiby. Pod kpt. Krzysztofem Baranowskim wraz z Bractwem Żelaznej Szekli uczestniczył jeszcze w latach 1978, 1980 w Cutty Sark Tall Ships’ Races. W 1981 Zew Morza odbył swój ostatni rejs, zorganizowany przez COŻ – PZŻ w Trzebieży, trasa miała wieść wokół Europy (Świnoujście – Ateny), kapitanem był Bogusław Kraczkowski.

## Zatonięcie
Zew Morza zatonął 12 grudnia 1981 roku o godzinie 10:25 na wodach Morza Śródziemnego na zachód od Korsyki na przybliżonej pozycji geograficznej 41°55,6′N 007°28,7′E/41,926667 7,478333. Jednostkę na wodę (prawą burtę) położyła duża fala przy wietrze 7 °B. Po ok. 10 minutach jacht zanurzył się w morzu dziobem i zatonął, ostatnim jego widocznym fragmentem była rufa. Cała załoga zdołała się uratować na tratwach ratunkowych i została podjęta tego samego dnia o 20:30 przez francuski statek „Ville de Dunkerque”